# District régional de Peace River
Le District régional de Peace River en Colombie-Britannique est situé dans le nord-est de la province. Le siège du district régional se situe à Dawson Creek.

## Villes principales
- Fort St. John
- Dawson Creek
- Chetwynd
- Tumbler Ridge
- Taylor
- Hudson's Hope